# 静岡伊勢丹
株式会社静岡伊勢丹（しずおかいせたん）は、静岡市葵区呉服町一丁目に位置する、三越伊勢丹ホールディングス（三越伊勢丹HD）傘下の百貨店運営企業である。

## 概要
松坂屋静岡店とともに静岡市を代表する老舗百貨店である。
1871年（明治4年）9月に呉服店の田中屋として創業し、1948年（昭和23年）6月に（株）田中屋に改組する。1971年（昭和46年）11月に伊勢丹と業務提携し、「田中屋伊勢丹」「静岡伊勢丹」を経て2005年に伊勢丹の完全子会社、2009年に三越伊勢丹ホールディングスの完全子会社となり現在に至る。売場面積は22,968平方メートル (m2) で、2012年度以来7年連続で増益を継続している。

## 沿革
- 1871年（明治4年）9月 - 人宿町に足袋製造販売田中屋を創業する。
- 1873年（明治6年） - 旧呉服町二丁目へ移転する。
- 1931年（昭和6年）12月8日 - 田中屋百貨店を、洋風4階、述床面積1,000坪で開業する。
- 1932年（昭和7年）12月2日 - 田中屋百貨店仕入部階上の店員宿舎から出火し、宿舎及び本館と近隣4店舗が全焼[3]する。
- 1933年（昭和8年）12月 - 再建して営業を再開する。
- 1940年（昭和15年）1月15日 - 静岡大火で焼失するも、のちに再建する。
- 1945年（昭和20年） - 静岡空襲で焼失するも、のちに再建する。
- 1948年（昭和23年）6月10日 - 資本金300万円で株式会社田中屋に改組[1]する。
- 1962年（昭和37年）5月 - 十一店会（後のADO）に加盟[4]する。
- 1965年（昭和40年）9月 - 富士市に富士店を開設する。（現コリドー・フジ）
- 1971年（昭和46年）9月11日　伊勢丹と商品提携を強化し、新装開業する。伊勢丹から社員が派遣[4]された。
- 1971年（昭和46年）11月28日 - 伊勢丹と業務提携[4]する。
- 1971年（昭和46年）12月 - 資本金を6000万円から1億円に増資[4]する。
- 1972年（昭和47年）3月1日 - 伊勢丹と資本提携して株式会社田中屋伊勢丹に社名を変更[1]する。新装開業して包装紙と紙袋を伊勢丹と同じデザイン[4]に変更する。
- 1975年（昭和50年） - 伊勢丹から招いた山中鏆の指示で再建に取り組み、9,000m2で松坂屋静岡店や西武静岡店に比して半分以下の売り場面積を増床するため、隣接地を買収した。
- 1975年12月13日 - 旧店舗の隣接地に平屋建て約1500㎡の仮設店舗「オレンジシティ」を開業し、おもに婦人衣料[4]を扱った。
- 1977年（昭和52年）10月2日 - 売場面積22968㎡[4]で、現店舗を開業[5]する。
- 1980年（昭和55年）春 - 現店舗開店以来初めて全館を改装[4]する。
- 1980年（昭和55年）12月8日 - 資本金を8億円から16億円に増資し、伊勢丹の子会社[4]になる。
- 1981年（昭和56年）3月 - 社名を静岡伊勢丹に変更[1]する。
- 1984年（昭和59年）9月20日 - 現店舗開店以来2度目の全館を改装[4]する。
- 1988年（昭和63年）3月 - 藤枝市に静岡伊勢丹藤枝店を開店する。
- 1990年（平成2年）4月11日 - コリドー・フジ現店舗開店
- 2005年（平成17年）
  - 4月1日 - 株式会社伊勢丹の完全子会社となる。
  - 9月 - 静岡伊勢丹藤枝店を閉店する。
- 2009年（平成21年） - 静岡伊勢丹コリドー5を開店[6]する。
- 2011年（平成23年） - ミライエ呉服町1階に伊勢丹ギャラリー2を開業する。
- 2014年（平成26年）
  - 4月1日 - 呉服町タワーにコリドー6を開業する。
  - 12月20日 - エムアイプラザ富士川（富士市）を東名高速道路富士川サービスエリアEXPASA富士川（上り線）に開業する。
- 2015年（平成27年）
  - 3月4日 - 催事場の5風来館にアネックス静岡伊勢丹を開店する。
  - 4月18日 - エムアイプラザ清水（静岡市清水区）を新東名高速道路清水パーキングエリアNEOPASA清水に開業する。
  - 12月9日 - エムアイプラザ藤枝（藤枝市）をオーレ藤枝B街区1階に開業する。
- 2018年（平成30年）
  - エムアイプラザ富士川、エムアイプラザ清水を閉店する。
  - 5月7日 - 静岡市と連携し、7階の子供服売り場を縮小して「ウェルネスパーク静岡」を開業する。

- 2020年（令和2年）2月24日 - アネックス静岡伊勢丹を閉館する。
- 2021年（令和3年）5月2日 - コリドー･フジの店舗面積を2倍に増床し改装オープン[7][8]。

## 売り場構成と主なテナント

### 静岡伊勢丹
- 地下1階 食料品
- 1階 婦人服飾雑貨、化粧品、アクセサリー、婦人靴　他
- 2階 婦人服、ハンドバッグ、アフタヌーンティー・ティールーム
- 3階 婦人服・婦人肌着・ナイトウェア、小さいサイズの婦人服、婦人フォーマルウェア
- 4階 婦人服、オーキッドプラザ、エレガンスプラザ、大きいサイズの婦人服、メガネサロン
- 5階 紳士服・洋品、トラベルバッグ、筆記具
- 6階 リビング、宝飾・時計、呉服、ギフトサロン・商品券、アイ・ラウンジ、ザ・ギャラリー
- 7階 ベビー子供服・用品、玩具、スクールユニフォーム、ウェルネスパーク静岡
- 8階 レストランシティ、大催事場、プロモーションスペース、エムアイカードカウンター、友の会、クレ・ド・ポー・ボーテ、VIPキャビン
- R階 屋上グリーン広場

コリドー1
- 1階 - 2階 アニエス・ベー

コリドー2
- コム・デ・ギャルソン

コリドー3
- ヨウジヤマモト、ワイズ

コリドー5
- 1階 カバン・ド・ズッカ、ズッカ、伊勢丹ギャラリー1
- 2階 ティア・アヴェダ、ネイルズユニークアルティミッド

### 中小型店舗
静岡伊勢丹 コリドー･フジ
富士市蓼原町1741、店舗面積1749.40m2 3階建て 　
北野エース、化粧品、婦人雑貨、婦人服、紳士雑貨、インティメイト、家庭用品、寝具、ギフトサロン、食料品
エムアイプラザ藤枝
藤枝市前島1-3-1 オーレ藤枝B街区1階、店舗面積約120m2

### 閉店した店舗

#### 静岡伊勢丹
コリドー4
- 1階 ハンティングワールド 静岡伊勢丹本館へ移転
- 2階 萩原宗美容室

コリドー6（呉服町タワー1階）
- キタムラ 静岡伊勢丹本館へ移転

ミライエ呉服町
- 1階 伊勢丹ギャラリー2

アネックス静岡伊勢丹
スルガ銀行と協業した新業態だが、2020年（令和2年）2月24日にB1階から2階の営業を終了した。
- B1階 Beauty & Healthy
- 1階 High Quality Foods
- 2階 Beauty & Memory
- 3階 d-labo（スルガ銀行）

#### 中小型店舗
エムアイプラザ富士川
富士市岩淵字北吉野1500番地、東名高速道路「EXPASA富士川」 上り線内、店舗面積約40m2、2018年2月に閉店
エムアイプラザ清水
静岡市清水区小河内885-15、新東名高速道路「NEOPASA清水」上下線集約内、店舗面積約120m2、2018年3月に閉店

## 近隣商店街
静岡伊勢丹は呉服町名店街、七間町名店街と協調して1995年3月から現在まで共同広告、毎年3月に花々祭、毎年8月に夜店市などに参画し、I Loveしずおか協議会の正会員として活性化に取り組んでいる。

## その他
- かつて、現店舗1階の呉服町通りに面した一角に区分所有権者がファストフード店「ロッテリア」を出店していたが、現在は静岡伊勢丹の売り場である。
- 1977年に「田中屋伊勢丹」が現在の店舗を開業した時は、大橋純子が歌うイメージソング「フラワー・ブロッサム・ストリート」が、県内のテレビやラジオや店内で流された。
- 伊勢丹店舗で唯一店内放送のチャイムがオリジナルジングルでない。岩田屋本店は伊勢丹と共通である。